# 青梅石神温泉
青梅石神温泉（おうめいしがみおんせん）は、東京都青梅市にある温泉。

## 概要
二俣尾2丁目の多摩川沿いに、2014年7月12日に開業した宿泊施設、「清流の宿おくたま路」において同年9月12日から温泉の供用が開始された。

## 泉質・効能
アルカリ性単純硫黄泉。神経痛、五十肩などの一般適応症に加え、アトピー性皮膚炎や肺気腫などに効能があるという。
また日帰り利用が1000円で可能。

## 交通
- 青梅線石神前駅徒歩8分。